# 鷲宮砂丘

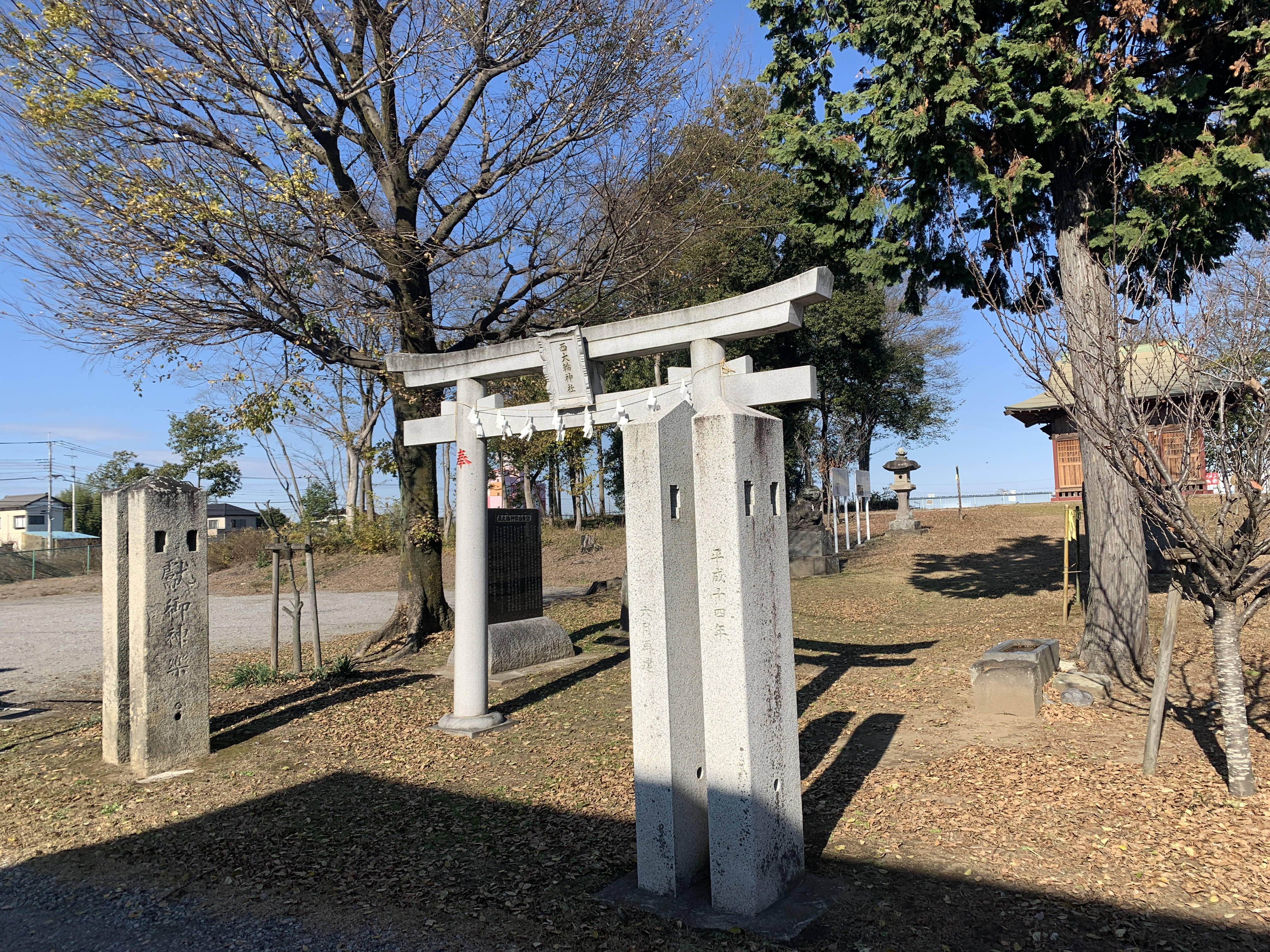
西大輪神社と鷲宮砂丘

鷲宮砂丘（わしのみやさきゅう）は、埼玉県久喜市に所在する砂丘である。2016年（平成28年）に埼玉県指定天然記念物に指定された。中川低地の河畔砂丘群の1つである。

## 概要
鷲宮砂丘は「わしみやさきゅう」とも読まれ、新井砂丘・西大輪砂丘とも称される。また内陸河畔砂丘・内陸砂丘・河畔砂丘と区分されることもある砂丘である。砂丘は古利根川（現：葛西用水路）の旧河道沿いに発達している。この砂丘は全体として北北西より南南東へと発達し、微高地は主に二条あり、1つは長さ約1000 m・幅約200 m・高さ約5 m、もう1つは長さ約700 m・幅約250 m・高さ約5 mのものとが所在している。これらはその形状と構成する物質から三ヶ月形の河畔砂丘とされている。これら二条の砂丘の他に、この西方にも小規模かつ未発達な三ヶ月形砂丘が確認されている。鷲宮砂丘の断面の勾配は風上側（北西側）は約30°、風下側（南東側）が50° - 60°となっているが、西方の未発達砂丘についてはこの特徴は確認されていない。また鷲宮砂丘は中世の時期より形成期に入ったのもと推定されている。砂丘上には東大輪浅間神社や西大輪神社（雷電神社）などが所在している。

## 周辺
- 宝泉寺池
- 東北本線（宇都宮線）
  - 東鷲宮駅
- 東大輪浅間神社
- 百観音温泉
- 胡六神社
- 西大輪神社（雷電神社）
- 久喜市鷲宮温水プール
- 久喜市役所鷲宮総合支所